# Guàrdia Urbana de Barcelona
La Guàrdia Urbana de Barcelona (GUB) és el cos de policia local de la ciutat de Barcelona, que depèn de l'Ajuntament de Barcelona.

## Competències
Té dues competències bàsiques: policia de seguretat pública i ciutadana, i policia de trànsit. No intervé en investigacions de tipus judicial, exceptuant-ne les relacionades amb els accidents de trànsit on hi hagi lesionats o danys materials superiors a 80.000 euros. També exerceix com a policia judicial en aquelles investigacions relacionades amb els delictes comesos contra la seguretat viària contemplats al títol XVII capítol IV del codi penal espanyol com són: la conducció amb excés de velocitat, la conducció sota els efectes de l'alcohol o substàncies estupefaents o psicotròpiques (art.379 C.P.), la conducció temerària (art.380 C.P.), la conducció suïcida (art.381 C.P.), la negativa a sotmetre's a les proves establertes per a la detecció d'alcohol o estupefaents als conductors (art.383 C.P.), o la conducció sense haver obtingut el corresponent permís de conducció o havent perdut la totalitat dels punts o bé després d'haver-ne estat privat per decisió judicial (art.384 C.P.), que pugui originar un greu risc per a la circulació (art. 385 C.P.). Igualment, a les actuacions policials iniciades pels agents durant el seu servei es realitzen les primeres diligències. També col·labora amb el Cos dels Mossos d'Esquadra en operacions conjuntes per a la detenció de grups de crim organitzat i serveis antidisturbis.

## Història
La Guàrdia Urbana de Barcelona fou creada el 26 de novembre de 1843 com a Guàrdia Municipal sent alcalde de Barcelona Josep Bertran i Ros. Però cap al 1906 el cos de la Guàrdia Municipal estava totalment desorganitzat i en plena decadència. Eren molt pocs els membres que, d’un total de 850 components de la plantilla, feien servei a la via pública.
Les disposicions legals obsoletes, però vigents, impedien als Ajuntaments jubilar les forces armades, i la Guàrdia Municipal tenia caràcter militar. Els alcaldes, per raons d'humanitat, no volien decretar el cessament dels components que no estaven en condicions de prestar servei. Aquest fet impedia la renovació de la Guàrdia i era la causa principal de la seva desorganització i el primer motiu de la seva decadència.
Dels 850 municipals, se’n va desarmar a 200. Aquest fet els posava en condicions de drets passius, deixaven de dependre de l'Alcalde i passaven a ser funcionaris municipals amb tots els drets que l'Ajuntament els tenia reservats. Amb aquesta mesura es va aconseguir la renovació de cert nombre del personal de la guàrdia municipal.
Aquesta transformació no va agradar a l'autoritat governativa. El desarmament dels guàrdies privava al Governador civil, d'acord amb l'Alcalde, d'utilitzar un contingent armat en moments crítics de pertorbació de l'ordre públic. Amb l'enderrocament de les muralles de Barcelona i el creixement constant de la ciutat es va produir un augment significatiu de la circulació de vehicles. El problema del tràfic va ser detectat per l'Alcalde Domènec Sanllehy i Alrich i per tractar de solucionar-ho va crear el Cos de la Guàrdia Urbana el 8 de desembre de 1907.

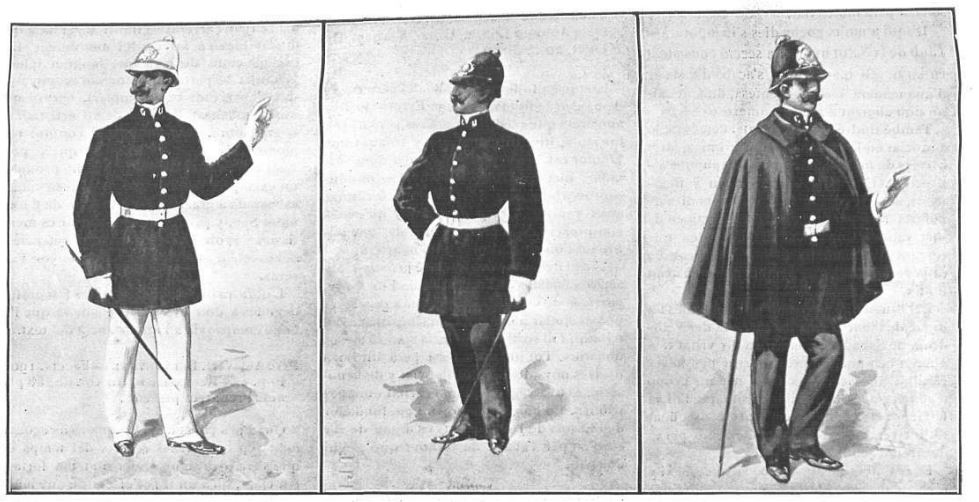
Models dels vestits de la Guàrdia Urbana dibuixats per Francesc Labarta i Planas

En sessió de 19 de febrer de 1907 va ser aprovat el Dictamen de la Comissió de Governació que proposava la creació de la Guàrdia Urbana amb dependència directa de l'Ajuntament en el seu nomenament i en la direcció de la seva gestió. La Guàrdia Municipal va continuar, en aquests aspectes, depenent directament de l'alcaldia i va tenir inicialment una dotació de 25 guàrdies, que arribarien poc després a constituir un cos format per 196 guàrdies, un cap, dos oficials i dos auxiliars. La missió d'aquest cos superava la simple regulació del tràfic i s'ampliava amb actuacions de policia cívica.
En el reglament de la seva creació deia: "Haurà de conservar acuradament l'estat dels serveis públics a la seva zona, adonant immediatament de qualsevol deficiència o particularitat que observés en el paviment, fanals, arbrat, voreres, és a dir, quants serveis fan referència a la via publica". En un principi anaven armats amb sabre i pistola, però foren desarmats arran dels fets de la Setmana Tràgica (1909). El 1910 la secció muntada de la Guàrdia Urbana va celebrar la primera representació del Carrussel amb motiu de la visita a Barcelona del rei Alfons XIII.
L'existència dels dos cossos es va demostrar poc efectiva, és per això que, sota el mandat de l'alcalde Antoni Martínez i Domingo i per acord de l'Ajuntament, van ser unificades les Guàrdies Municipal i Urbana l'1 d'abril de 1921. El 16 de desembre de 1928, el governador Civil de Barcelona Joaquim Milans del Bosch i Carrió signà un projecte de reglament pel qual es creava la Secció de Vigilants i Guàrdies de l'Exposició de Barcelona i del Parc de Montjuïc.

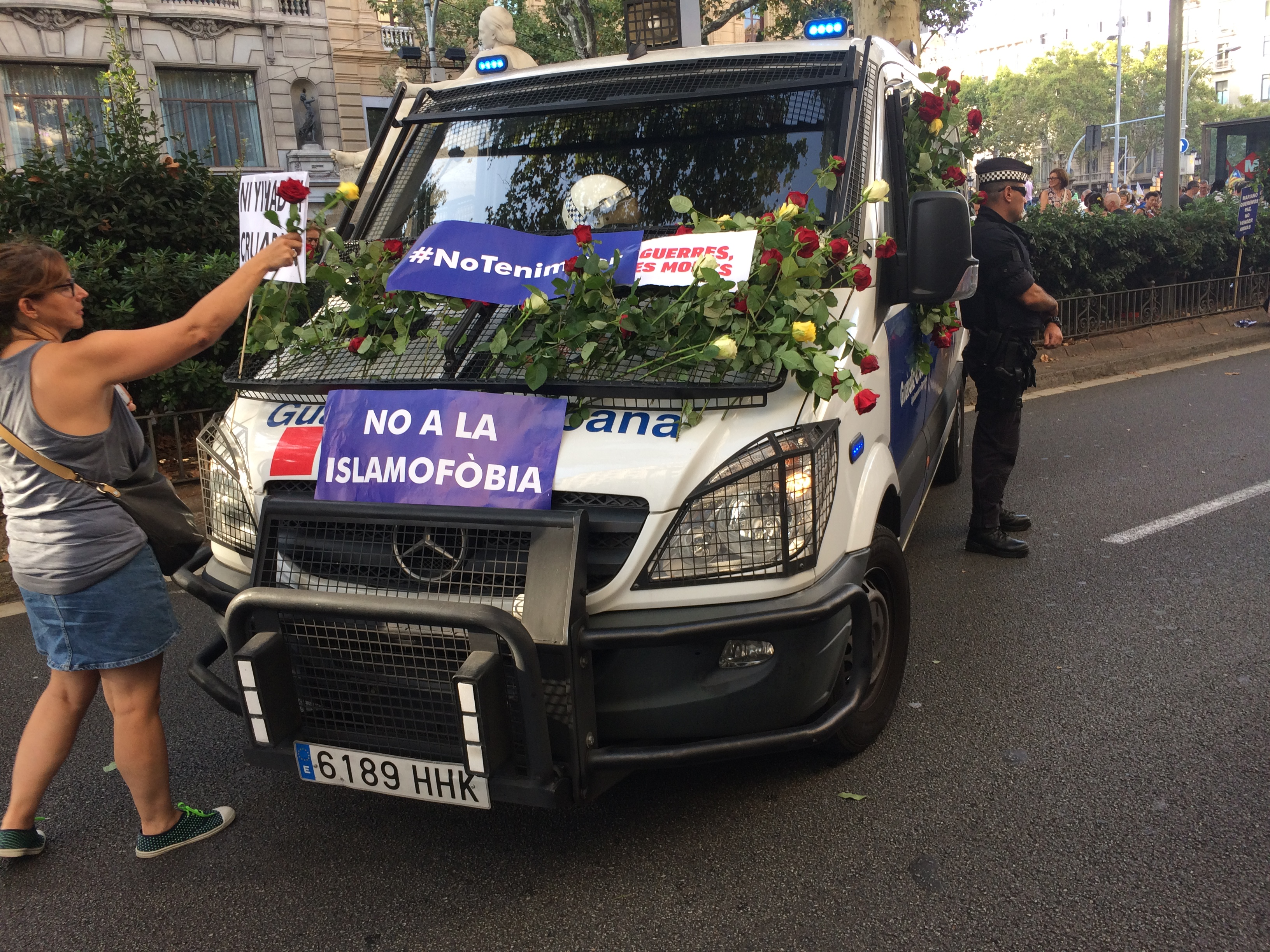
Suport ciutadà als antidisturbis de la policia barcelonina després dels atemptats terroristes a les Rambles (2017).

El 1938, les Regiduries de Serveis públics i de Vigilància municipal de l'Ajuntament de Barcelona van publicar el primer Reglament Gràfic de Circulació, amb les disposicions vigents resumides, i que reflectien la política de seguretat cap al ciutadà de l'època. El 26 de setembre de 1941 el ple de l'Ajuntament de Barcelona va aprovar el Reglament de la Guàrdia Urbana. En l'article primer s'establia que "el Cos d'Agents de l'autoritat Municipal de Barcelona es denominarà "GUÀRDIA URBANA". Al llarg de 1941 la Guàrdia Urbana fou reorganitzada profundament i distribuïda en seccions, entre les quals figurava la del guàrdia de barri en imitació a la figura del "bobby" londinenc. El 1953 es creava l'Escola de la Guàrdia Urbana, tot i que els actuals funcionaris de la institució es formen a l'ISPC, juntament amb els Mossos d'Esquadra. El 1968 es creava la sala de control centralitzat de trànsit, i amb la transició democràtica a Espanya s'incorporava al cos la primera dona. El 1992 es produeix un esdeveniment que suposaria la gran prova de foc per la seguretat pública catalana: els Jocs Olímpics de 1992. Durant els propers anys es duen a terme projectes de millora en l'àmbit comunitari, informàtic, i d'especialització. El cos disposa del seu propi museu, inaugurat el 2002, que es pot veure de manera lliure i gratuita, de manera concertada, a Sants-Montjuic. El 2016 s'actualitza el Pla Director de la Guàrdia Urbana.
El 2017 la GUB s'enfronta a un dels moments més crítics de la seva història: el primer atemptat islamista de Catalunya. El desembre de 2019 l'alcaldessa Ada Colau nomena Pedro Velázquez com a intendent major.
A data de 2018 la Guàrdia Urbana de Barcelona comptava amb més de 3.000 efectius.

## Accés i Nivells Jeràrquics

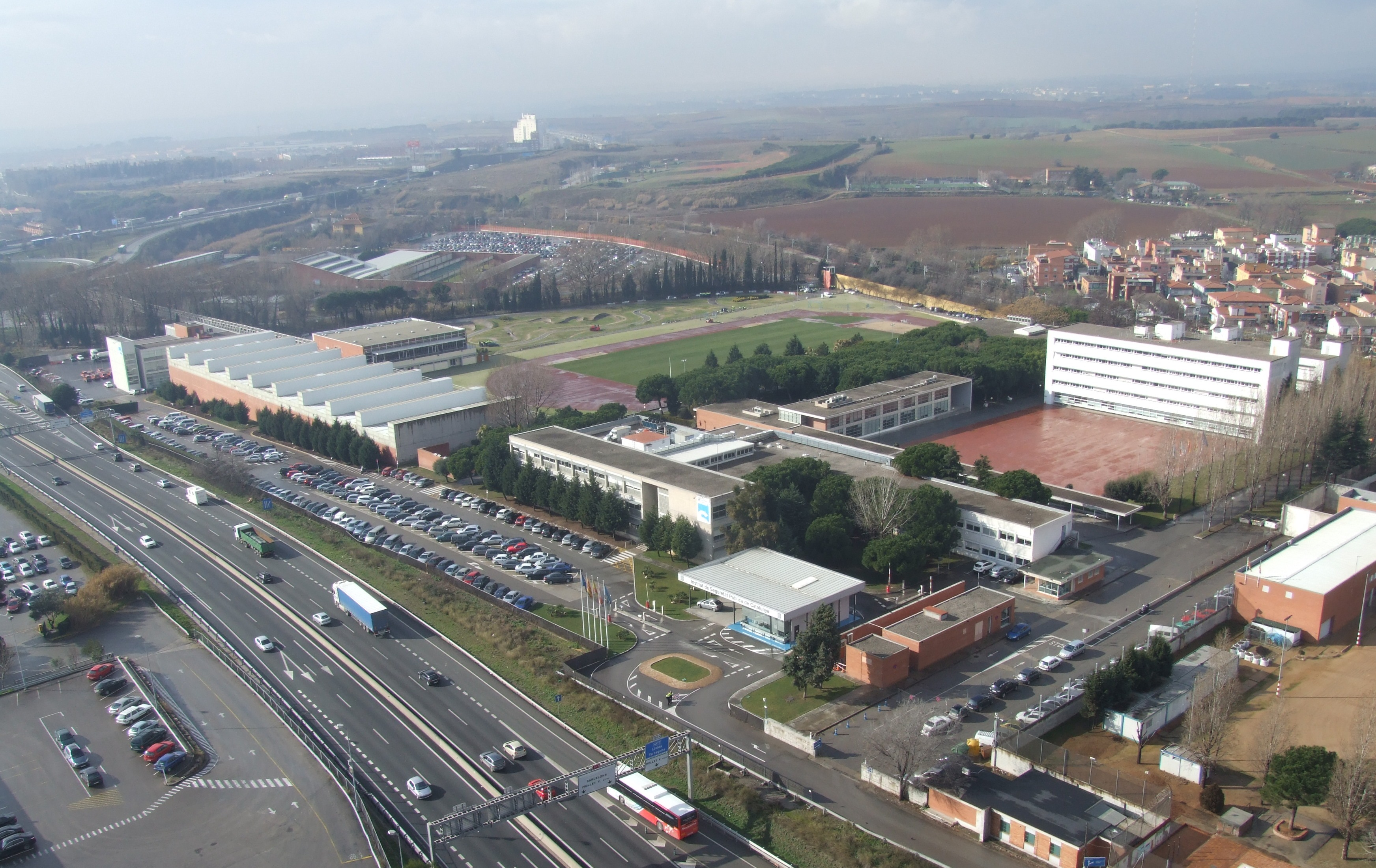
Els policies locals es formen amb els Mossos a l'ISPC.

Per a accedir a la GUB s'ha de superar una oposició amb diverses proves: Cultural i Teòrica. Tests Aptitudinals. Anglès (voluntària). Aptitud Física. Català (o disposar del certificat que les Bases de la Convocatòria indiquin). Personalitat i Competències (generalment inclou una entrevista). Revisió Mèdica.
Els requisits l'any 2020 eren: Tenir la nacionalitat espanyola. Haver complert 18 anys i no superar l'edat de jubilació forçosa. Tenir el títol de graduat o graduada en educació secundària (o equivalent) o superior. Tenir el permís de conduir vehicles de la classe B. Tenir els permisos de conduir vehicles de les classes A2. La presentació del permís A2 es pot ajornar improrrogablement fins al darrer dia del curs selectiu a l'Escola de Policia de Catalunya. No haver estat condemnat/ada per cap delicte o, en cas d'haver-ho estat, tenir extingida la responsabilitat penal i cancel·lats els antecedents penals.
Després de superar les proves de l'oposició, els aspirants són enviats a l'Escola de Policia de Mollet del Vallès, on faran el Curs de Formació Bàsica (1.000 hores de duració). Superat aquest curs, els aspirants són nomenats agents en pràctiques de la Guàrdia Urbana de Barcelona, i destinats durant 12 mesos a una unitat operativa del cos, generalment assignats a patrulles de seguretat ciutadana. Superats aquests 12 mesos, els agents en pràctiques són finalment nomenats agents de policia i inicien la seva trajectòria professional.
El 2020 l'Ajuntament va decidir reservar un 40% de les places a dones, que representen un 14% dels efectius de la institució.
Pel que fa a la jerarquia del cos: Agent / Caporal / Sergent / Sotsinspector / Inspector / Intendent / Intendent Major / Superintendent.
El cas dels Mossos és lleugerament diferent: Agent / Caporal / Sergent / Sotsinspector / Inspector / Intendent / Comissari / Major.
Únicament es pot promocionar més enllà d'inspector si es disposa de titulació universitària, amb algunes excepcions molt concretes, mitjançant l'exempció de grau.

## Estructura (2020)

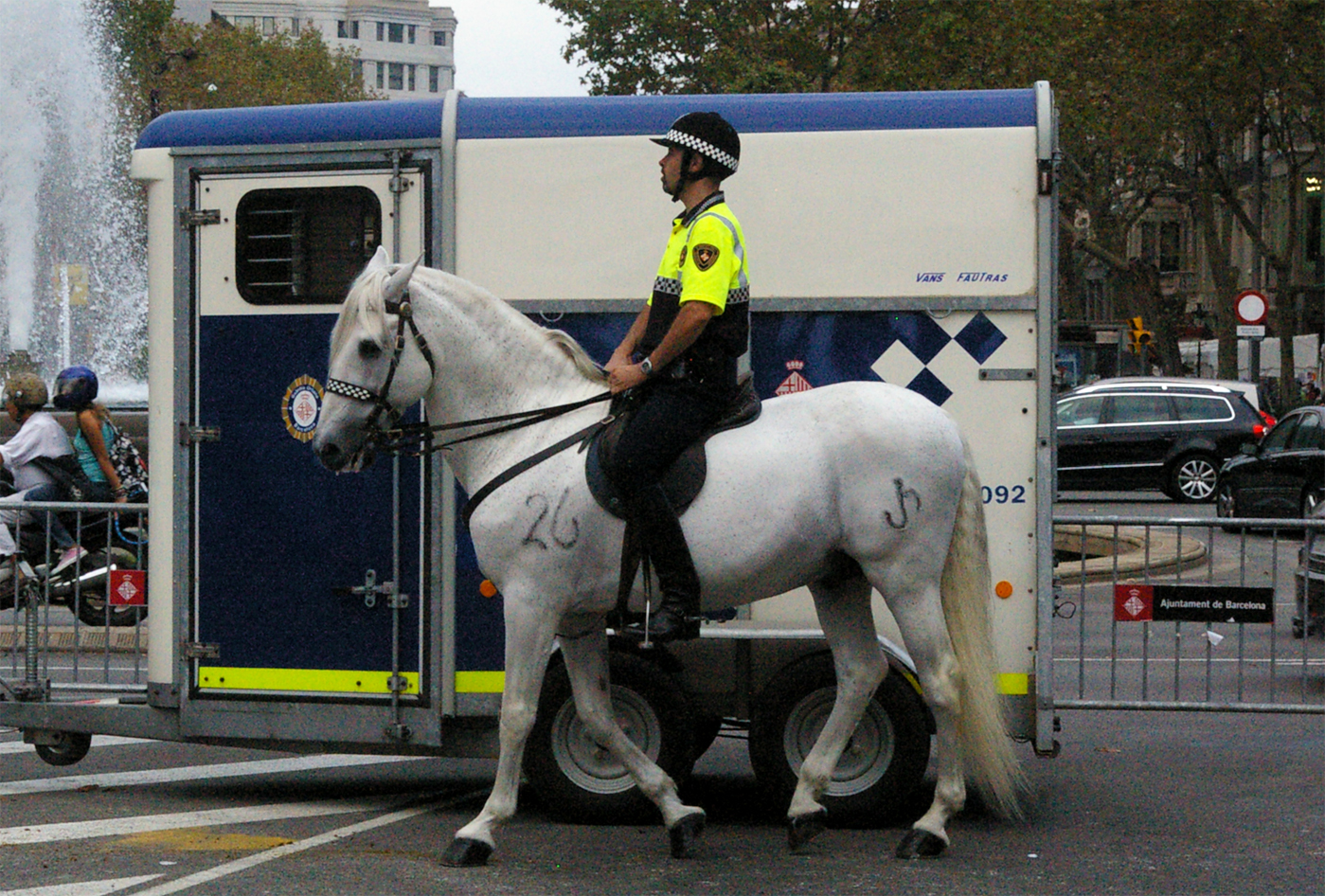
Unitat Muntada de seguretat ciutadana.

### Prefectura de la Policia
La prefectura és el conjunt de serveis administratius que dirigeix les activitats del cos. El responsable operatiu del cos és assistit per un adjunt.

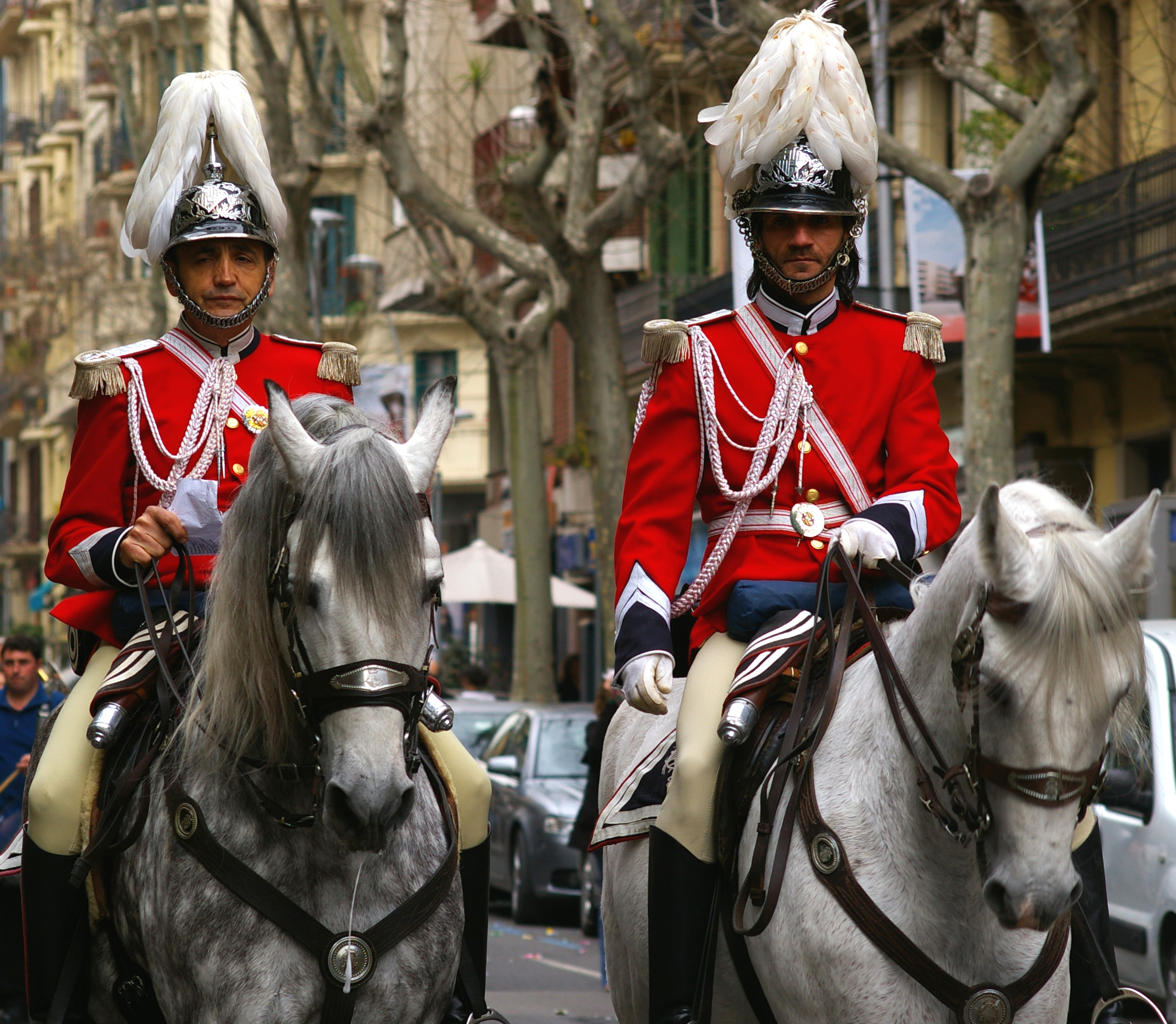
La Unitat Muntada participa habitualment en actes culturals i festius de la ciutat de gala.

La resta de serveis són el Gabinet Tècnic, el Gabinet de Relacions Exteriors i Comunicació, i la Unitat de Deontologia i Afers Interns.

### Divisió de Coordinació
Unitat de Planificació de Dispositius. Sala Conjunta de Comandament (telèfon 112). Unitat d'Anàlisi i Suport Tècnic. Unitat d'Obres (vía pública).

### Divisió de Seguretat i Investigació
Unitat d'Informació i Documentació (intel·ligència policial). Unitat de Protecció (escorta d'alts càrrecs). Unitat Muntada.
Unitat d'Investigació: A diferència de la creença popular, les policies locals sí que poden investigar, ja que el concepte "policia judicial" respon a una funció, i no a una unitat policial concreta. El jutge encarrega la investigació a un cos policial o un altre en funció d'una sèrie de consideracions tècniques i jurídiques. La GUB ja té una unitat d'investigacions en marxa.
Unitat de Suport Policial: Amb l'origen als "Grupos Especiales", foren reciclats en escortes d'alts càrrecs l'any 1992, i l'any 1996 com a antidisturbis (UPAS). La renovació del Pla Director de la GUB (2016) en redefineix les funcions, rebatejant-se a "Unitat de Reforç a la Proximitat i Emergències" (URPE). L'augment de la criminalitat a Barcelona i certs problemes d'ordre públic han endarrerit la transició d'UPAS a la URPE.

### Divisió de Trànsit i Seguretat Viària
Unitat Central de Trànsit (mobilitat i circulació). Unitat de Denúncies per Imatges Gravades (CCTV i radars). Unitat d'Investigació i Prevenció de l'Accidentalitat (atestats).

### Divisió Territorial
La gran majoria dels policies municipals de Barcelona treballen en unitats de seguretat ciutadana (USC), dedicades al patrullatge de barri amb vehicles logotipats, organitzant-se en torns. Cada patrulla depèn d'una de les 10 unitats territorials (UT), així com 4 unitats nocturnes (UN). Existeix també una Unitat de Suport Diürn que ajuda a aquestes 14 unitats.

## Comandaments
- Julián Delgado Aguado (1982-1997)
- Luis Alfonso Vidal Verge (1997-2003)
- Xavier Vilaró Camps (2003-2011)[12]
- Evelio Vázquez Sánchez (2011-2019)[12]
- Pedro Velázquez Moreno (2019-actualitat)[13]